# Tunø fyr
Tunø Fyr är en fyr på den danska ön Tunø i Kattegatt mellan Jylland och Samsø. Den 18 meter höga fyren är en angöringsfyr som är placerad i tornet på Tunø kyrka och den enda av sitt slag i Danmark.
Danska lotsverkets chef Poul Løvenørn besökte Tunø 1798 och insåg behovet av en fyr. Man hade planer på att riva det förfallna kyrktornet på ön för att spara pengar men klockaren föreslog att man skulle låta installera en fyrlykta i tornet och få lotsverket att betala för renoveringen och driften.

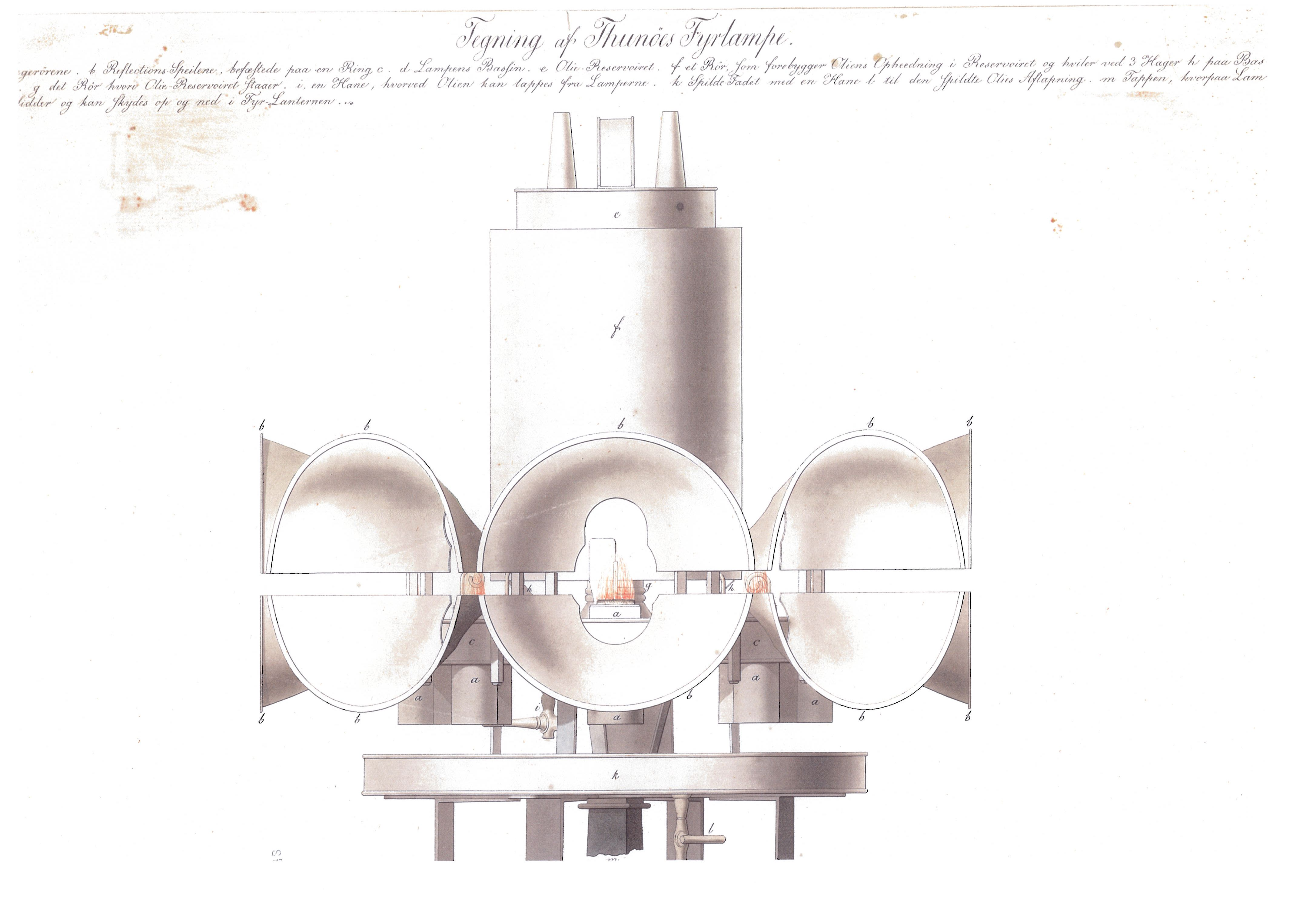
Ritning av fyrlyktan, 1805.

Det elva meter höga, fyrkantiga kyrktornet försågs med en oljeeldad fyrlykta och invigdes som fyr den 1 februari 1801. År 1846 byttes lyktan ut mot en 
linsapparat och fyra år senare förhöjdes fyren med sex meter och byggdes om till vinkelfyr.
År 1921 installerades gaseldning och 1923 kompletterades fyren med en vit sektor för att underlätta angöringen av Tunø hamn.
Tunø fyr är Danmarks näst äldsta fyr som fortfarande är i drift. Fyren och kyrkan tillhör 
danska folkkyrkan och under många år var Tunøs präst också fyrvaktare.